# Walter Brack
Walter Brack (n. Berlín; 2 de noviembre de 1880 - f. Berlín; 19 de julio de 1919) fue un nadador alemán.
Participó en las competiciones de natación de la Olimpiada III en Saint Louis en 1904 y ganó dos medallas olímpicas.
Ganó la carrera, dominada por los nadadores alemanes, 100 de espalda en yardas, cuyo tiempo fue 1'16 "8. Ocupó el segundo lugar en el 440 yd braza, alcanzado por su compatriota Georg Zacharias por solo cinco metros detrás.